# Joseph Pearce
Pour les articles homonymes, voir Pearce.
Joseph Pearce, né en 1961 en Angleterre, est un auteur et professeur de littérature à l'Université Ave Maria à Naples en Floride depuis 2004. Il eut une position comparable au campus de l'Université Ave Maria à Ypsilanti au Michigan en 2001. Il est surtout connu pour ses biographies. Il devint catholique de l'Église romaine en 1989 et écrit selon cette perspective. Il est aussi corédacteur de la St. Austin Review (en) et rédacteur en chef de la Sapientia Press.

## Biographie
Joseph Pearce est né dans la région est de Londres et passa sa jeunesse à Dagenham en Angleterre. À l'âge de 15 ans, il rejoignit le Front national britannique, un parti politique d'extrême droite opposé au multi-ethnisme et au Multiculturalisme. Il était étroitement impliqué dans les activités organisationnelles du parti, et fit des débuts remarqués en 1977, lorsqu'à l'âge de 16 ans, il créa le Bulldog, le journal de la jeunesse du parti, dont il était le dirigeant. Le Bulldog est devenu associé à la plus virulente propagande du Front national et Pearce a été condamné à deux reprises en vertu de la Race Relations Act, purgeant une peine de prison en 1982 et une en 1985-6 en raison du  contenu du journal. Il était également présent pour constater la participation du parti dans de la violence anti-catholique en Irlande du Nord.
En 1980, Pearse devint rédacteur du Nationalism Today, dans lequel il affirmait avec véhémence être en faveur de la préservation de la race et produisit une brochure intitulée Fight for Freedom! sur ce thème en 1982. Il allait fréquemment en Irlande du Nord et il maintenait des contacts réguliers avec le Ulster Defence Association.
Originaire d'une culture protestante agnostique, il attribue en partie sa conversion religieuse à la lecture de G. K. Chesterton, dont il a écrit une biographie. Il répudie maintenant son ancien point de vue, en disant que son racisme découlait de la haine, et que sa conversion à la foi chrétienne a complètement changé sa perspective.
En tant qu'auteur catholique, il s'est concentré principalement dans les œuvres d'écrivains catholiques anglais, tels que Chesterton. Son livre Literary Converts, publié en 1999, représente cet intérêt et met en valeur le processus de conversion de beaucoup d'écrivains qui ont été convaincus de la vérité du catholicisme.
Il a également promu la doctrine sociale de l'Église et en particulier le distributisme en tant que système économique catholique. Sa principale contribution dans ce domaine fut son livre Small is Still Beautiful, qui reprend le thème proposé par E. F. Schumacher dans son livre Small is Beautiful.

## Télévision
Joseph Pearce est l'hôte de la série télévisée The Quest for Shakespeare (en) basée sur son livre The Quest for Shakespeare: The Bard of Avon and the Church of Rome. La série se concentre sur les éléments de preuve indiquant que Shakespeare était un catholique. La série se compose de treize épisodes et est diffusée sur le réseau de EWTN.

## Sources
- (en) Cet article est partiellement ou en totalité issu de l’article de Wikipédia en anglais intitulé « Joseph Pearce » (voir la liste des auteurs).